# Nocturno: Azul y plata – Chelsea
Nocturno: Azul y plata – Chelsea es un cuadro de James Abbott McNeill Whistler, terminado aproximadamente en 1871. Es el primero de una trilogía de paisajes nocturnos londinenses, formada por Chelsea, Nocturno: Azul y oro – antiguo Puente de Battersea (1875) y Nocturno en negro y oro – el cohete cayendo (1877).
La obra muestra influencias del arte oriental. La conexión con la pintura japonesa y china queda enfatizada por el uso de Whistler de la firma con forma de 'mariposa' en la parte inferior central del cuadro.